# Philocaenus ugandensis
Philocaenus ugandensis är en stekelart som beskrevs av Van Noort 1994. Philocaenus ugandensis ingår i släktet Philocaenus och familjen fikonsteklar.
Artens utbredningsområde är:
- Kenya.
- Uganda.

Inga underarter finns listade i Catalogue of Life.